# Androsace lactea
Androsace lactea (укр. Переломник молочний) — один з видів роду переломник (Androsace) родини первоцвітові (Primulaceae). Належить до секції Chamaejasme.

## Загальна біоморфологічна характеристика

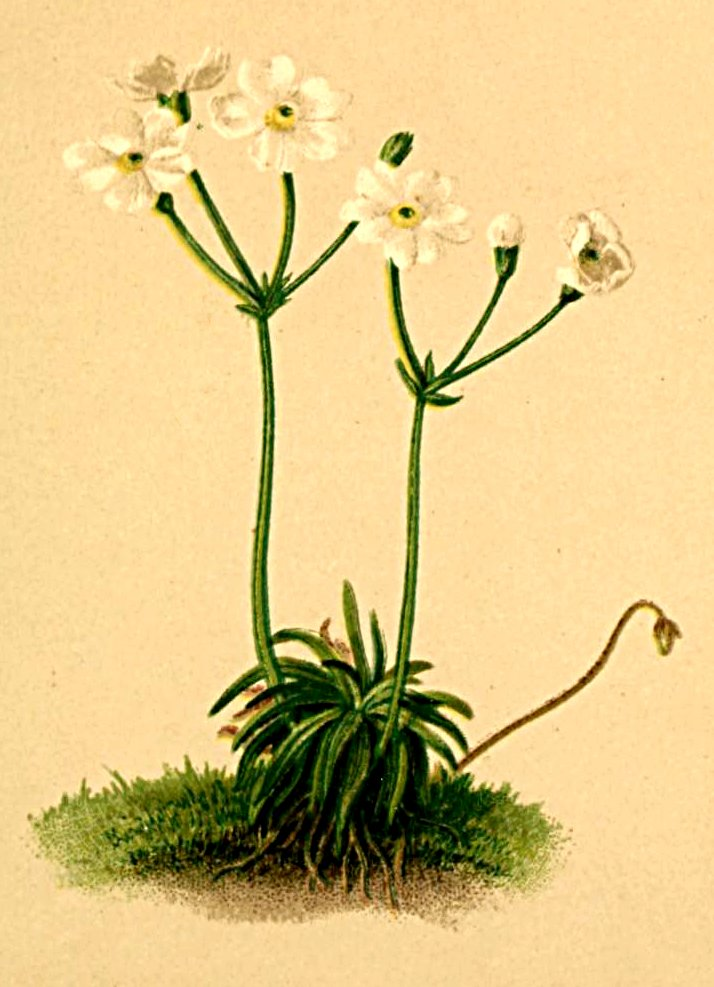
Ілюстрація переломника молочного у виданні Антона Гартінгера «Atlas der Alpenflora» («Атлас альпійської флори»)

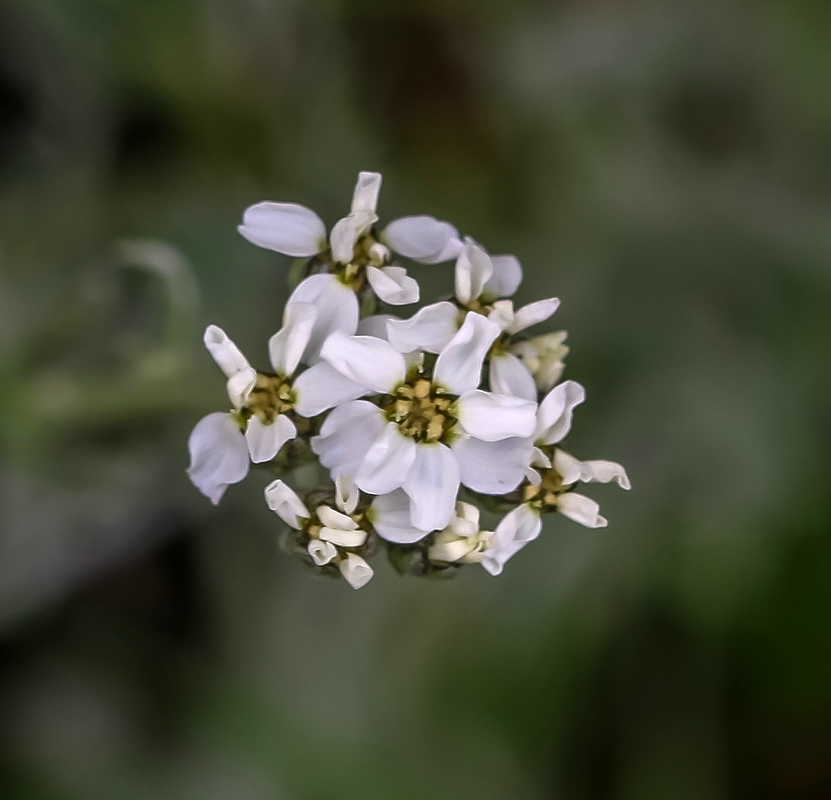
Квітки Androsace lactea

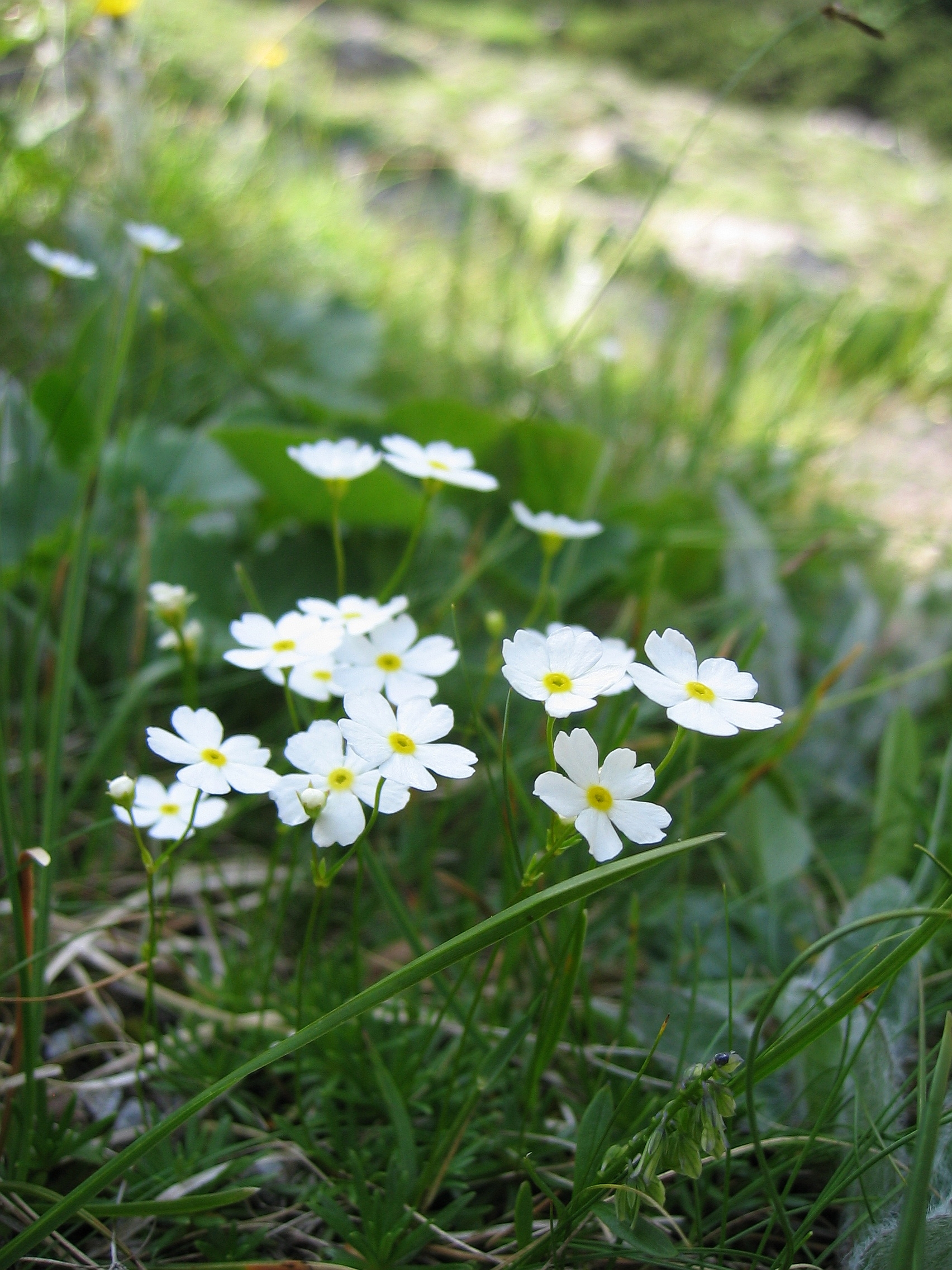
Androsace lactea поблизу Гінтерштодера, Верхня Австрія, Австрія

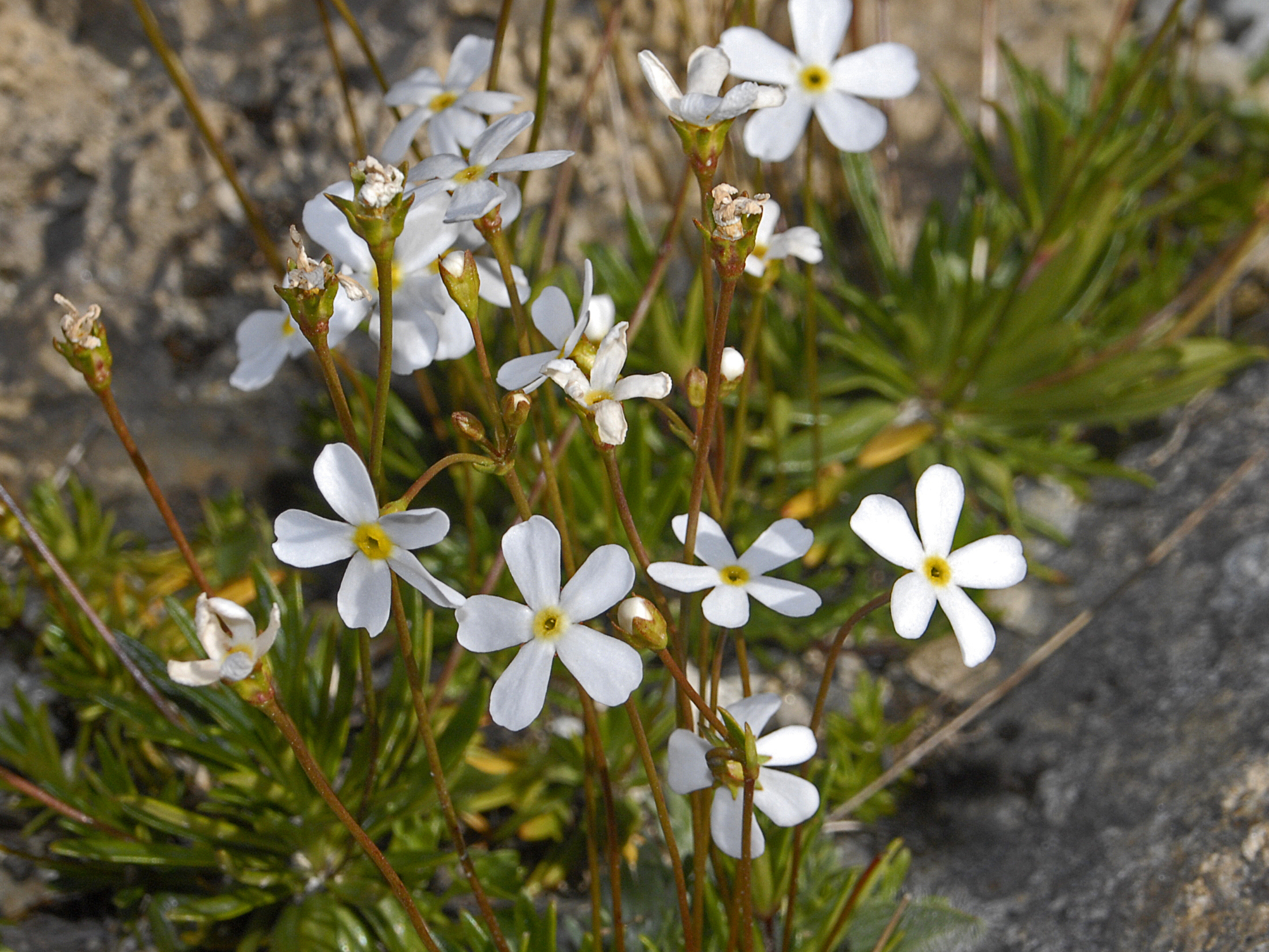
Androsace lactea в Альпійському ботанічному саду Chanousia, Валле-д'Аоста, Італія

Багаторічні, заввишки 2-5 см (під час цвітіння — 15-20 см) трав'янисті, столоноутворюючі рослини. Листові розетки зближені, плосковато-кулясті, густі. Листки до 2 см завдовжки і 0,2 см завширшки, численні, щільно розташовані, лінійні або лінійно-ланцетні, загострені або тупуваті, досить тонкі, війчасті, цілокраї, голі або розсіяно волосисті, сірувато-зелені. Квітки білосніжні, віночок жовтий або жовтуватий. Трубчаста частина квітки коротше дзвоникової, до однієї третини надрізної чашечки. Квітки діаметром 8-12 мм, одиночні або зібрані по 3-5 в зонтикоподібні суцвіття на верхівці квітконоса. Цвіте з середини травня по липень.

## Поширення
Європейський вид, виростає в основному в субальпійському і альпійському поясах, рідше — в передгір'ях. Зустрічається в Альпах, Західних Карпатах на висоті 1500–2000 м над рівнем моря.

## Екологія
Широко поширений на вапняних і доломітових ґрунтах в горбистих місцевостях. Віддає перевагу вологим зміцненим осипам, де достатньо місця і світла. Включається в співтовариства, першими освоюють скельні обвали. У більш низько розташованих зонах надає перевагу інверсійним умовам зростання, як, наприклад, на скельних козирках, в глибоких ущелинах і ярах.

## Вирощування
Налає перевагу напівтіні і рихлому, багатому гумусом вапняному ґрунту. Не переносить прямих сонячних променів. Швидко розростається, утворюючи килими. Розмножується посівом насіння відразу після збору або якомога швидше. Морозостійкий до мінус 23 °C.